# Rohr im Gebirge
Rohr im Gebirge è un comune austriaco di 487 abitanti nel distretto di Wiener Neustadt-Land, in Bassa Austria.